# Церковь Святого Эдуарда Мученика (Бруквуд)
Церковь Святого Эдуарда Мученика (англ. St. Edward the Martyr Orthodox Church) — храм Церкви истинно-православных христиан Греции (Синод Хризостома), расположенный в Бруквуде, графство Суррей, Англия.
Церковь находится в 10 км к югу от автомагистрали M3, недалеко от ворот крупнейшего кладбища страны на шоссе A322, а также в 600 м к юго-востоку от железнодорожной станции Бруквуд.

## История

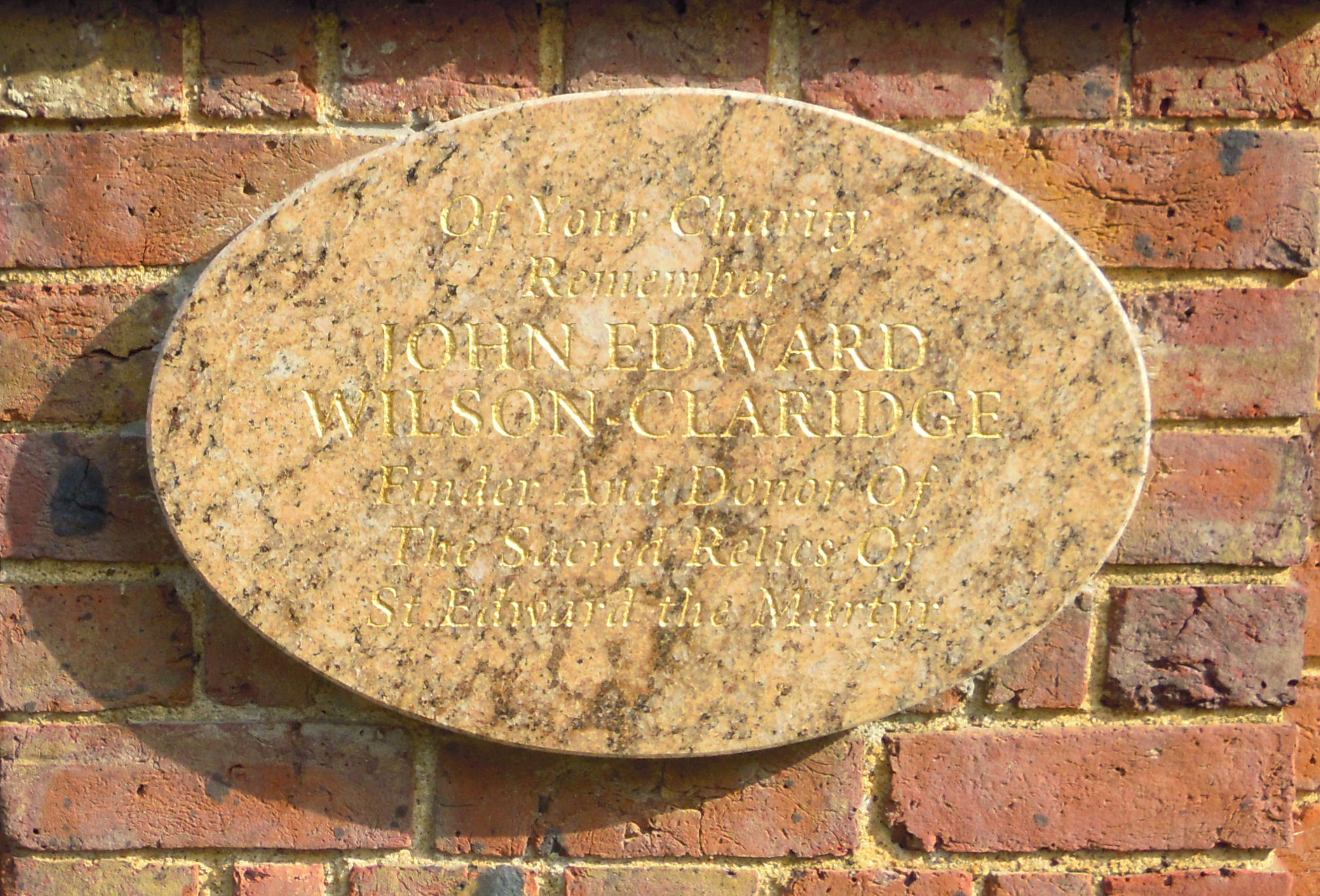
Мемориальная доска на внешней стене, посвящённая Джону Эдварду Уилсон-Клариджу, который обнаружил останки Эдуарда Мученика

Братство Святого Эдуарда было основано на Бруквудском кладбище в 1982 году для строительства и дальнейшего поддержания новой церкви, в которую в 1988 году были помещены мощи святого Эдуарда Мученика, короля Англии, убитого в 978 году, когда и его насильно сменил на троне Этельред Неразумный. Вокруг церкви сформировалось два сообщества:
- небольшая монашеская община, проводящая в храме ежедневные церковные службы;
- прихожане храма[2], участвующие в службах по воскресеньям и праздникам[3].

Церковь Святого Эдуарда Мученика является частью Церкви истинно-православных христиан Греции. До 2007 года храм принадлежал Русской православной церкви заграницей, после чего перешёл в Синод противостоящих, в 2014 году воссоединившийся с Церковью истинно-православных христиан Греции.

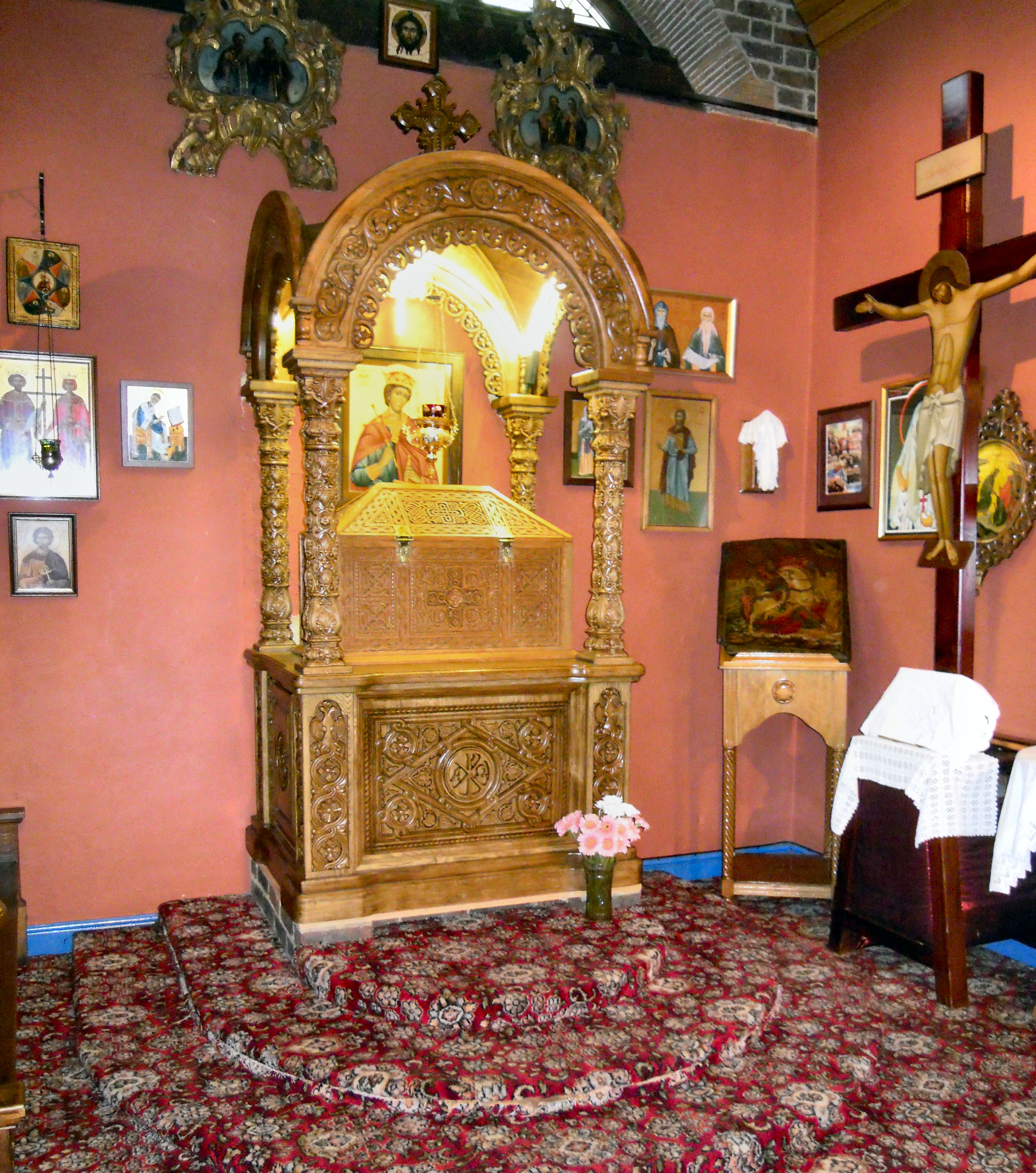
Рака с мощами святого Эдуарда Мученика
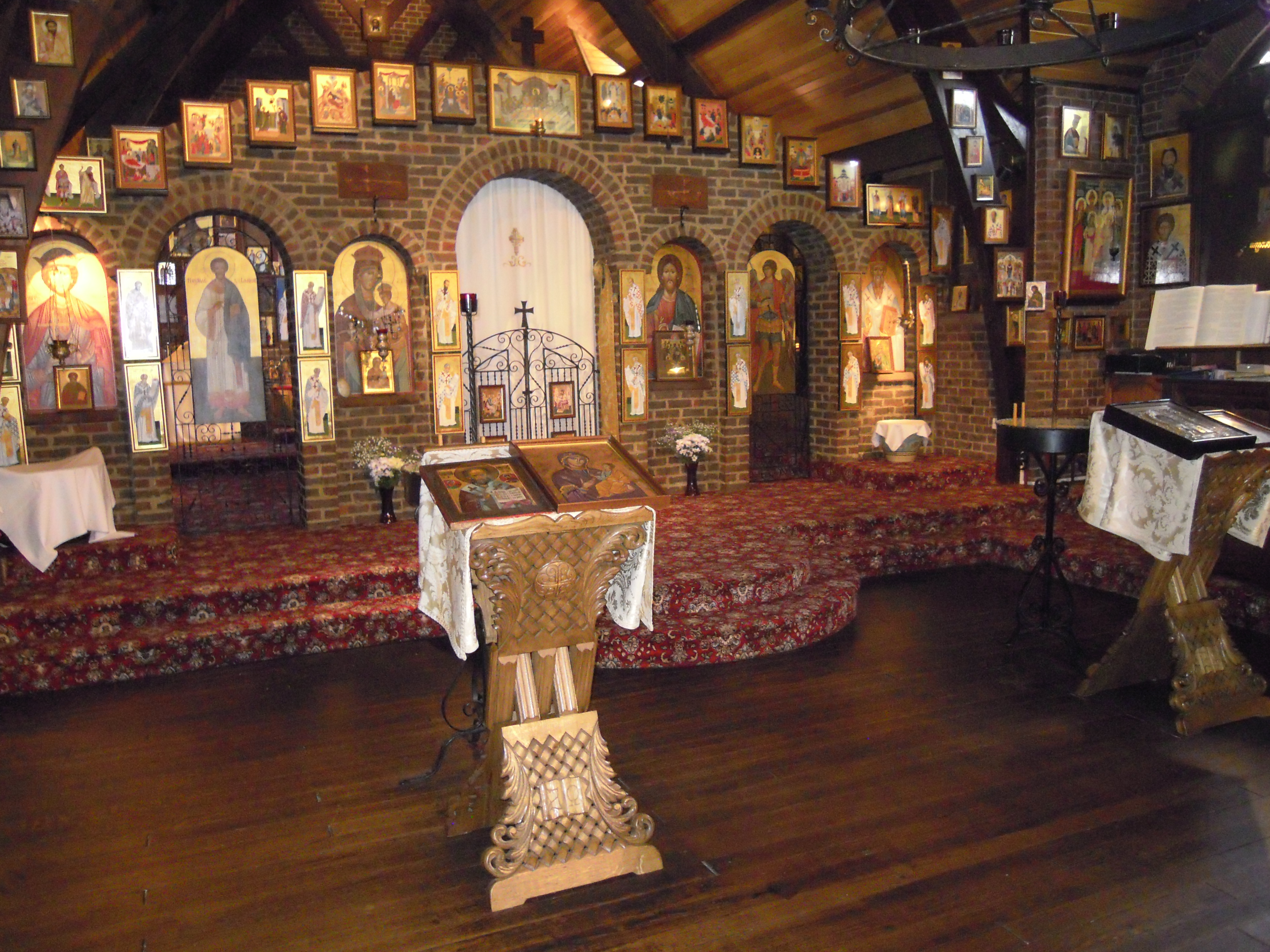
Иконостас
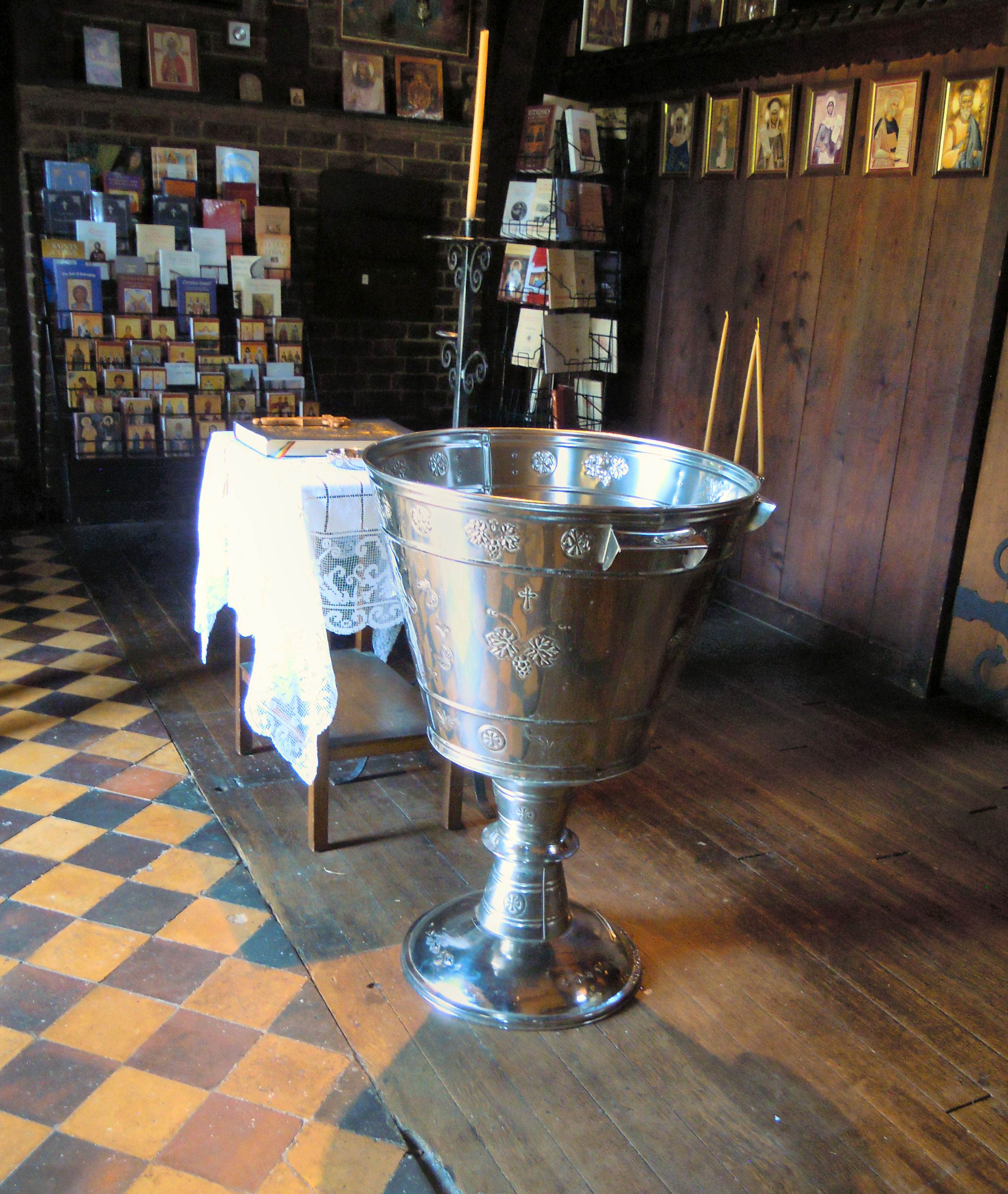
Купель